# Google Friend Connect
Google Friend Connect fue una red social gratuita de 2008 a 2012. Similar en la práctica a la plataforma de Facebook y MySpaceID, adoptó un enfoque descentralizado, permitiendo a los usuarios crear un perfil para compartir y actualizar información (a través de mensajes, fotografías y contenido de vídeo) a través de sitios de terceros. Esos sitios actuaron como anfitriones para compartir perfiles e intercambios sociales.
Google Friend Connect utilizaba estándares abiertos como OpenID, oAuth y OpenSocial con la intención de liberar a los usuarios de tener que registrarse para obtener cuentas o nombres de usuario adicionales. Una vez autenticados podían utilizar su perfil existente y acceder a un gráfico social al publicar mensajes.
Según Clara Shih, «las APIs (cómo se comunican entre sí los diferentes servicios de la web) de las redes sociales, como la API de MySpace, Facebook Connect y Google Friend Connect, llevan el grafo social en línea más allá de los sitios de redes sociales a los sitios web y aplicaciones externas». Esta característica del grafo social permitía a un usuario publicar un mensaje en un sitio de terceros, pero solo permitía el acceso de visualización a otros "amigos" autorizados contenidos en el grafo social elegido por el usuario.
Google Friend Connect fue eliminado para todos los sitios no Blogger para el 1 de marzo de 2012, y para los sitios Blogger el 11 de enero de 2016.

## Historia
Google Friend Connect se presentó por primera vez en un evento de desarrolladores de Google en mayo de 2008 y se lanzó pocos días antes de Facebook Platform.
Durante el lanzamiento del producto, Google llamó a Friend Connect «conjunto de funciones y aplicaciones que permiten a los propietarios de sitios web hacer fácilmente sus sitios sociales añadiendo el registro, las invitaciones, la galería de miembros, la publicación de mensajes y las críticas, además de aplicaciones creadas por la comunidad abierta de desarrolladores sociales».
En diciembre de 2008, Google Friend Connect se puso a disposición de cualquier webmaster que quisiera adoptar aplicaciones sociales.
El sitio web oficial de la cantautora independiente Ingrid Michaelson fue uno de los primeros sitios web utilizados como prototipo por Google para ilustrar las características de Google Friend Connect. Un sitio de Google en Guacamole fue otro de los primeros sitios de muestra.
David Glazer, el director de ingeniería de Google, llamó a Google Friend Connect "fontaneria para el resto de la web".
El 23 de noviembre de 2011, el vicepresidente senior de operaciones de Google, Urs Hölzle, anunció que Google Friend Connect se retiraría para todos los sitios que no fueran de Blogger el 1 de marzo de 2012, y aconsejo Google+ como alternativa.  El 21 de diciembre de 2015, Michael Goddard anunció que el servicio se desactivaría en Blogger el 11 de enero de 2016, declarando que «hemos visto que la mayoría de la gente se conecta a Friend Connect con una cuenta de Google».

### Competencia
Google y Facebook anunciaron sus planes para los sitios "Connect" con pocos días de diferencia, lo que provocó que desde el principio compitieran entre ellos.
En mayo de 2008 Facebook bloqueó a sus usuarios el uso de Google Friend Connect. El bloqueo fue el resultado de las preocupaciones de Facebook con respecto a la política de privacidad de Google, ya que Facebook creía que la información de los usuarios podía ser redistribuida a otros sin el conocimiento del usuario. Google respondió diciendo que "los usuarios tienen el control de sus datos en todo momento".
Apenas unas horas después de que Yahoo anunciara que planeaba implementar Facebook Connect en su red de sitios, Google anunció que las credenciales de Twitter podrían utilizarse para registrarse en los sitios de Google Friend Connect.
En 2009 Google Friend Connect alteró su proceso de instalación. Ya no requería la necesidad de subir ningún archivo. Estos cambios se produjeron dos días después de que Facebook Connect modificara su proceso de instalación.

## Funcionamiento
Las webs de terceros se conectaban a través de las páginas web de las redes sociales para contactar a los usuarios cuando utilizaban el sitio. Al reconocer los perfiles de los usuarios, las webs pueden intentar ofrecer contenido de interés basado en el perfil disponible del usuario.
Los sitios de terceros que interactúan con los servicios de conexión social lo hacen agregando gadgets HTML/JavaScript en sus páginas, lo que les permite cambiar o agregar inmediatamente el contenido relevante (a través de la alteración del código HTML).
Google Friend Connect requiere la aprobación del sitio web que lo utiliza. No requería de conocimientos de programación web y permitía que cualquier sitio web ofrezca aplicaciones sociales y contenido de Hi5, Orkut, Plaxo, MySpace, Google Talk y Netlog, entre otros. Twitter, YouTube y 30 sitios de referencia social fueron agregados a Google Friend Connect desde que comenzó en 2008.
Se utilizaban múltiples gadgets sociales para permitir la interacción de Friend Connect. Estos incluían Barra Social, Comentarios, Clasificaciones y reseñas, Contenido destacado, Encuesta de Interés, Recomendaciones, Eventos y Juegos. En junio de 2009 Google añadió ClackPoint como gadget. ClackPoint combinaba chat de texto en vivo, llamadas en conferencia y intercambio de documentos. Los iconos de estado en el gadget permitían que los usuarios pueden ver quién ha marcado y quién está hablando, y pueden dar un toque o silenciarse a sí mismos o a los demás, y un bloc de notas compartido permitía que varios usuarios editen instantáneamente.
El widget de la comunidad de Google Friend Connect podía colocarse en la barra lateral o en el pie de página para promocionar una organización o el contenido de un sitio.

### APIs
Las APIs de Google Friend Connect proporcionaban estas funciones a los propietarios de los sitios web:
- Personalización de la apariencia de Google Friend Connect para que coincida con los estilos y diseños de sus sitios web.
- Publicidad y contenido del sitio web adaptados a los perfiles de usuario individuales.
- Consulta del contenido de los perfiles de usuario.

## Características

### Idiomas
Cuando estaba instalado en una web, el propietario del sitio web podía establecer el idioma de su sitio y luego permitir al usuario (a través de su cuenta de Google Friend Connect) traducir el contenido seleccionado a su propio idioma.

### Inicio de sesión en sitios externos a Google
Los servicios de conexión de redes sociales, como Google Friend Connect, eliminan la necesidad de registrarse en numerosas webs, permitiendo enlazar la cuenta de cada sitio web a la cuenta del usuario en cualquier red social. El 26 de febrero de 2013 Google lanzó Google Sign-In, que permitía iniciar sesión con la cuenta de Google+, y que más adelante se convertiría en la cuenta de Google.

### Personalización
La personalización se pretendía lograr a través de gadgets. Los gadgets como "Intereses", permitían a los sitios de terceros enviar boletines a los suscritos al sitio y personalizar los boletines en base a las respuestas de los usuarios.

### Publicidad
Google Friend Connect tenía una función "AdSense" que permitía a Google hacer publicidad basada en el contenido del sitio y en los intereses del usuario que éste compartía públicamente.  La cuenta de Google permite el mismo servicio.

## Estadísticas
Se estima que el 99% de los sitios no estaban conectados socialmente antes de la introducción de los servicios de Friend Connect.
En 2011 aproximadamente 200.000 sitios web utilizaban Google Friend Connect, y 2889 de ellos están en el primer millón de sitios visitados en Internet. Google, sin embargo, estimaba que tenía más de 5 millones de sitios que usan Friend Connect.